# Flughafen Dammam

i7
i11
i13
Der Flughafen Dammam (auch König-Fahd-Flughafen, arabisch مطار الملك فهد الدولي, IATA-Code: DMM, ICAO-Code: OEDF) ist der Flughafen der saudi-arabischen Stadt Dammam. Er dient als Drehkreuz für Saudi Arabian Airlines. Gemessen an der Grundfläche ist er einer der größten Flughäfen weltweit.

## Geschichte
Der Flughafen wurde am 28. November 1999 eröffnet. Für die Nutzung durch den zivilen Luftverkehr löste er dabei den bisherigen, gemischt militärisch und zivil betriebenen Flughafen Dhahran ab (ICAO-Code OEDR, IATA-Code DHA), der zur reinen Militärbasis und in „King Abdulaziz Air Base“ umbenannt wurde. Im Gegensatz zu diesem stadtnahen Flughafen liegt der Flughafen Dammam rund 30 Kilometer außerhalb des Zentrums.

## Fluggesellschaften und Ziele
Der Flughafen wird von vielen nationalen und internationalen Fluggesellschaften angeflogen. Im deutschsprachigen Raum wird Frankfurt durch die Lufthansa täglich über Riyadh mit Dammam verbunden.